# ベネディクトゥス7世 (ローマ教皇)
ベネディクトゥス7世（Benedictus VII, ? - 983年7月10日）は、ローマ教皇（在位：974年10月 - 983年7月10日）。
トゥスクルム（Tusculum）伯の家系出身で、ダヴィド（David）という人物の子としてローマに生まれる。血脈はローマの支配者アルベリーコ2世（在位：932年 - 954年）と繋がり、またローマの有力貴族クレッシェンティウス家とも繋がる。教皇就任以前はストリ司教を務める。
神聖ローマ皇帝オットー2世の使者シッコ（Sicco）の影響下にあったローマ市の聖職者と市民によって教皇に選出される。この選出は神聖ローマ帝国と地元貴族の妥協によるものであった。
在任中、対立教皇ボニファティウス7世（在位：974年および984年-985年）を退位させ破門に付し、また皇帝オットー2世とともに修道院改革や教会改革を促進させている。981年3月にはサンピエトロ教会で開催した教会会議を主宰して、シモニア（聖職売買）の禁止を決議した。同年8月にはラテラノ教会でも教会会議を開催した。
またベネディクトゥス7世は甥のフィリッポ・アルベリキ（Filippo Alberici）を伴ってイタリア中部のオルヴィエートを訪れている。フィリッポは後になってオルヴィエートに居住し、1016年にはこの町の執政官となっている。